# Arthur Campbell Walker
El teniente coronel Arthur Campbell Walker (1834-1897), F.R.G.S fue un soldado, político y jugador de golf escocés, que enseñó en la Escuela de Mosquetería en Fleetwood, Lancashire.
Campbell-Walker nació en Forfarshire o Dundee. Era un gran jugador de golf al que se le atribuye la fundación del Fleetwood Golf Club.
Campbell-Walker tenía una distinguida carrera en el ejército Británico, siendo alférez en el 79 ° Regimiento a pie (Queens Own Cameron Highlanders) y participando en la Guerra de Crimea. Estuvo presente en el asedio de Lucknow durante la rebelión india de 1857. Fue nombrado instructor en la Escuela de Mosquetería y se convirtió en defensor de los trenes blindados como medio para fortalecer las defensas costeras del Reino Unido. Posteriormente fue asistente de dos de las fuerzas voluntarias del rifle, Northumberland, (1868-1877) y Hertfordshire (1877-1883). Fue capitán y miembro de la Royal Geographical Society en el momento de publicar Correct Card.
Se casó primero con Katharine Maria Barlow (1844–1874), con quien tuvo cuatro hijos. Se casó en segundo lugar en 1883 en Steyning, Sussex, con Adelaide Lucy Katherine Marton Mowbray, viuda del general Edward Mowbray R.A. En ese momento se informó que era el candidato conservador "aceptado" para Westbury, pero no participó en la elección.
Dos veces, sin éxito, postuló a Great Grimsby, y en 1886, anunció que iba a disputarse las elecciones en Midlothian contra William Ewart Gladstone debido al apoyo de Gladstone a la independencia irlandesa; sin embargo, Gladstone ganó sin oposición.
Murió en Brighton en 1887, cuando se informó de que "sería recordado que libró dos buenas batallas por la causa conservadora en Grimsby, y sus médicos creyeron que la última de ellas era la más perjudicial para su salud, incluso si no fue directamente responsable de su muerte ".
Era el hermano del coronel Inches Campbell-Walker (1842-1911).

## Trabajos
- El Rifle: su Teoría y Práctica (1864)
- Ferrocarriles de costa y Artillería de Ferrocarril (1865)
- La Tarjeta Correcta: Un Whist Catecismo (1876)